# Vernet-les-Bains
Vernet-les-Bains település Franciaországban, Pyrénées-Orientales megyében. Lakosainak száma 1441 fő (2022. január 1.). Vernet-les-Bains Corneilla-de-Conflent, Fillols, Taurinya, Casteil, Sahorre és Fuilla községekkel határos.

## Népesség
A település népessége az elmúlt években az alábbi módon változott:
| Lakosok száma | 1379 | 1352 | 1406 | 1387 | 1418 | 1450 | 1447 | 1445 | 1441 | 1472 |
|               | 2013 | 2015 | 2016 | 2017 | 2018 | 2019 | 2020 | 2021 | 2022 | 2025 |